# Burcy (Calvados)
Pour les articles homonymes, voir Burcy.
Burcy est une ancienne commune française, située dans le département du Calvados en région Normandie, devenue le 1er janvier 2016 une commune déléguée au sein de la commune nouvelle de Valdallière.
Elle est peuplée de 392 habitants.

## Géographie
La commune est en Bocage virois, dans le sud-ouest du Calvados. L'atlas des paysages de la Basse-Normandie la place à l'est de l'unité du Bassin de Vire caractérisée par « un ancien bocage fortement dégradé par les mutations agricoles » et un « habitat dispersé […] de schiste aux toits d’ardoise ». Son bourg est à 8 km à l'est de Vire, à 10 km au sud du Bény-Bocage et à 12 km à l'ouest de Vassy.
Le territoire est sur le parcours de la route départementale no 55 allant de Vire à Aunay-sur-Odon qui passe au nord du bourg. La D 311 permet de relier celui-ci à la D 55, à la D 577 Caen-Vire et à La Graverie vers le nord et Viessoix au sud. L'accès le plus proche à l'A84 est l'entrée 40 à Guilberville à 17 km, mais l'entrée 42 à Coulvain à 24 km est plus directe en direction de Caen et la 37 à Fleury à 38 km vers Rennes.
Burcy est dans le bassin de la Vire, par son affluent l'Allière, dans la vallée duquel est établi le bourg, et par un sous-affluent, le ruisseau de la Planche Vittard, extérieur au territoire mais auquel le tiers nord donne ses eaux. Les deux cours d'eau rejoignent la Vire quelques kilomètres à l'ouest, respectivement à Vire et entre La Graverie et Sainte-Marie-Laumont. Le principal affluent de l'Allière, la rivière du Maine, sépare Burcy de Viessoix et Vaudry au sud-ouest et conflue au lieu-dit Tesson.
La commune est ainsi répartie entre deux vallons principaux, le point culminant (247 m) se situant sur les hauteurs les séparant, entre les lieux-dits Forgues et le Brieu. Le point le plus bas (115 m) correspond à la sortie de l'Allière du territoire, à l'ouest. La commune est bocagère.
La pluviométrie annuelle avoisine les 950 mm.
Les principaux lieux-dits sont, du nord-ouest à l'ouest, dans le sens horaire, le Brieu, Forgues, la Forguetière, Villeneuve, la Mulotière, la Criquetière, les Vallées, les Grippes, le Douit, le Hamel, Crabaley, le Bourg, la Motte, la Denaiserie, les Closages, la Botterie, la Fauvellière, Sourdevalle, les Beaumonts, la Noë, la Talvalière, la Feyère, la Gosselinière, le Coisel, le Maine, la Houdenguerie, le Bosq, la Guillerie, les Landes, la Houardière et Tesson.
| La Graverie Vire | Le Désert | Presles    |
| Vaudry           | Burcy     | Presles    |
| Vaudry           | Viessoix  | Chênedollé |

## Toponymie
Burcy est cité sous le nom de Burceium en 1162, de Burcé au XIIIe siècle. Le toponyme s'est formé à partir de l'anthroponyme roman Burtius suivi d'un suffixe -acum/-acus,.
Le gentilé est Burcéen.

## Histoire
Les dîmes étaient perçues par le prieuré du Plessis à la suite du don fait au XIIe siècle par Zacharie de Burcy et Richard II de Rollos. Il existait également deux confréries : celle de Sainte-Anne et celle du Rosaire.  En 1789 l'église était fort bien meublée, dans l'inventaire du 16 mars 1794 sont signalés :
- trois calices, trois patènes, un soleil, un custode, deux  burettes, le tout en argent pour un poids de neuf marcs deux onces dix gros ;
- deux encensoirs, deux navettes, cinq croix, deux lampes, un vespillon, un plat, vingt-quatre chandeliers, un bénitier le tout en cuivre pour un poids de 115 livres ;
- vingt chapes, quatre rideaux, un dais, deux bannières, deux chasubles.

Au XVIIIe siècle, Burcy relève des bailliage, maîtrise et vicomté de Vire, de la haute justice et du notariat de Pierres, de la sergenterie du Tourneur.

## Politique et administration
| Période                                  | Période   | Identité           | Étiquette | Qualité                               |
| ---------------------------------------- | --------- | ------------------ | --------- | ------------------------------------- |
| 1983                                     | mars 2001 | Gérard Beaugeard   | SE        | Agriculteur                           |
| mars 2001                                | mars 2014 | Catherine Boisnier | SE        | Assistante à la Chambre d'agriculture |
| mars 2014                                | En cours  | Hervé Chanu        | SE        | Agriculteur                           |
| Les données manquantes sont à compléter. |           |                    |           |                                       |

Le conseil municipal est composé de onze membres, dont le maire et un adjoint.

## Démographie
En 2021, la commune comptait 392 habitants. Depuis 2004, les enquêtes de recensement dans les communes de moins de 10 000 habitants ont lieu tous les cinq ans (en 2007, 2012, 2017, etc. pour Burcy) et les chiffres de population municipale légale des autres années sont des estimations.
Burcy a compté jusqu'à 712 habitants en 1821.
| 1793 | 1800 | 1806 | 1821 | 1831 | 1836 | 1841 | 1846 | 1851 |
| ---- | ---- | ---- | ---- | ---- | ---- | ---- | ---- | ---- |
| 710  | 608  | 709  | 712  | 668  | 627  | 669  | 632  | 649  |

| 1856 | 1861 | 1866 | 1872 | 1876 | 1881 | 1886 | 1891 | 1896 |
| ---- | ---- | ---- | ---- | ---- | ---- | ---- | ---- | ---- |
| 614  | 612  | 630  | 580  | 569  | 560  | 532  | 515  | 464  |

| 1901 | 1906 | 1911 | 1921 | 1926 | 1931 | 1936 | 1946 | 1954 |
| ---- | ---- | ---- | ---- | ---- | ---- | ---- | ---- | ---- |
| 488  | 432  | 409  | 389  | 387  | 376  | 350  | 347  | 376  |

| 1962 | 1968 | 1975 | 1982 | 1990 | 1999 | 2007 | 2012 | 2017 |
| ---- | ---- | ---- | ---- | ---- | ---- | ---- | ---- | ---- |
| 380  | 343  | 334  | 351  | 355  | 346  | 364  | 382  | 410  |

| 2019 | - | - | - | - | - | - | - | - |
| ---- | - | - | - | - | - | - | - | - |
| 396  | - | - | - | - | - | - | - | - |

## Lieux et monuments

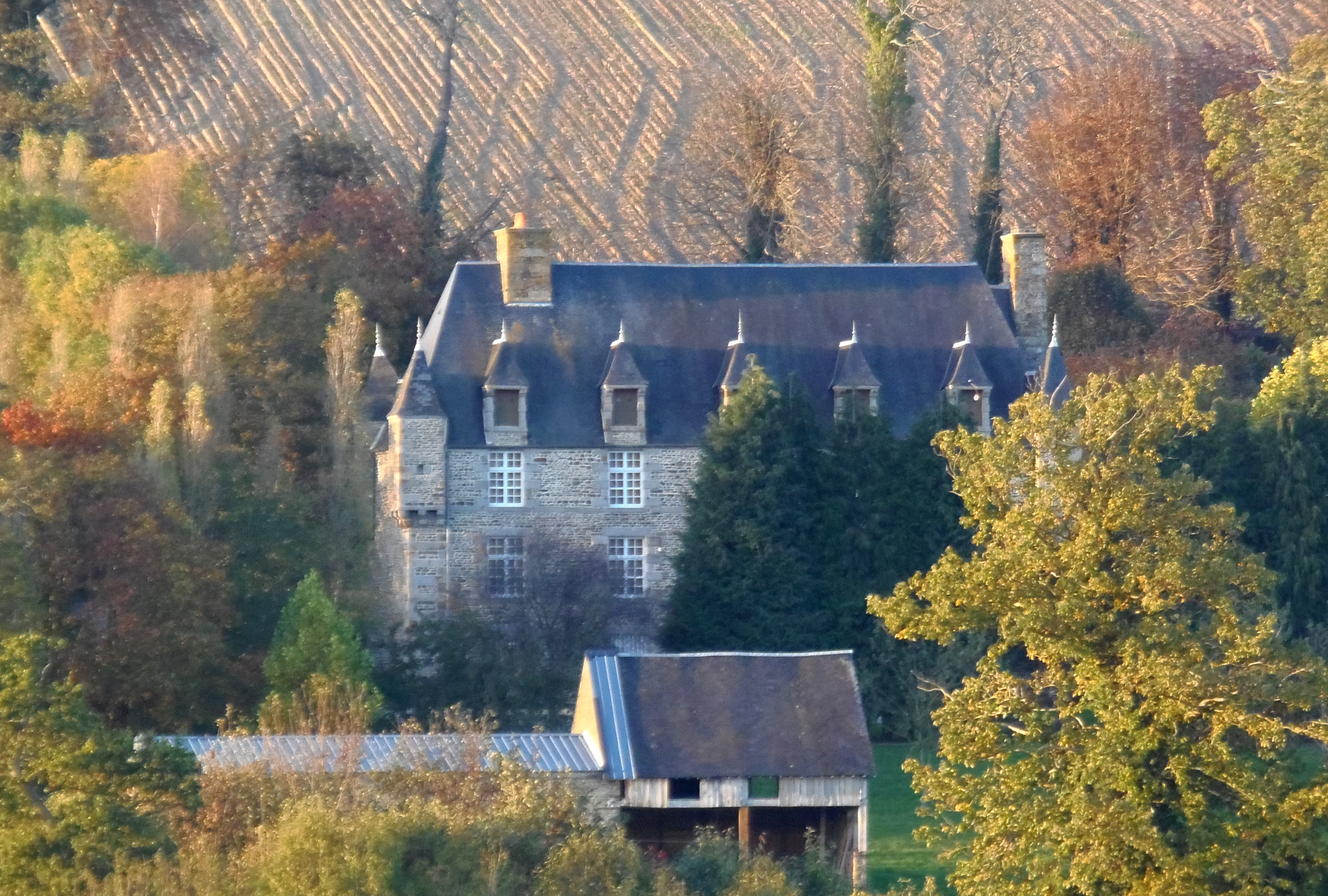
Le manoir du Boscq.

- L'église Notre-Dame (XVIIe siècle) est classée monument historique[16]. Sa construction a débuté au XIe siècle, mais elle a subi de nombreuses modifications.

Elle dispose d'une magnifique charpente cintrée datant du XVIe siècle, et un sol formé de nombreuses pierres tombales. Le porche gothique possède encore les bancs de pierre prévus pour les assemblées des dimanches. La chapelle de 1649 se trouve sous le clocher. On y trouve un plafond peint représentant des anges dans un ciel bleu. Dans l'église, on remarque un retable en pierre daté 1695 (classé à titre d'objet au Monuments historiques), des statues en pierre de la même époque (saint Christophe et Vierge à l'Enfant), une Vierge royale à l'Enfant du XVIIe et une Vierge à l'Enfant, statue en bois datant du XIIIe siècle (également classée).
En outre, le clocher abrite toujours deux très belles cloches.
- Château du Coisel (XIXe siècle).
- Manoir du Boscq.
- Manoir du Douit.

## Environnement
Les combles de l'église abritent une importante colonie de grands murins (Myotis myotis), présence justifiant la proposition d'inscription des lieux comme Site d'importance communautaire Natura 2000.

## Personnalités liées à la commune
Le poète Charles-Julien Lioult de Chênedollé, né en 1769 et mort en 1833 au château du Coisel à Burcy, est enterré au cimetière de Burcy.